# Omobono Tenni
Tomaso Omobono Tenni (Tirano, 24 luglio 1905 – Bremgarten bei Bern, 1º luglio 1948) è stato un pilota motociclistico italiano, anche noto come The Black Devil.

## Biografia

### Primi anni
Tomaso Omobono Tenni nacque in una baita di un alpeggio sopra Tirano, da Pietro (1872-1912) e Maria Trinca (1869-1948).
Si trasferì con la sua famiglia a Udine nel 1920 per un breve periodo, per poi spostarsi a Treviso (inizialmente ospite della sorella Maddalena), dove, nel 1922, cominciò a lavorare come distributore del giornale Il Gazzettino, trasportando con una motocarrozzetta le copie stampate, partendo da Mestre e percorrendo tutta la Valsugana giungendo a Trento, fermandosi a consegnare il carico a ogni edicola sul percorso: fu in questo periodo che si avvicinò al mondo dei motori. Scelse di non raggiungere il fratello Carlo emigrato in Australia, iniziando un periodo di apprendistato in un’officina a Treviso e infine, a 19 anni, aprì  un'officina in cui riparava e collaudava motociclette.

### Esordio
Il presidente del Moto Club di Treviso, avendo notato la maestria e le doti di Omobono nell'aggiustare motociclette e provarle per strada, decise di dotarlo di una G.D. 125 cm³ (classificata come "bicicletta a motore"), con la quale il 30 marzo 1924 partecipò a II Circuito della Postumia  arrivando 2º assoluto, 1º di categoria e ottenendo il giro più veloce. Da questa data collezionò una serie di vittorie e record sul giro gareggiando fino al 1928 sempre con le "biciclette a motore".
Nel 1929 riuscì ad acquistare prima una Norton 500, e poi una Velocette 350 con cui ottenne varie vittorie e riuscì a farsi notare dapprima dalla casa motociclistica Bianchi, che lo equipaggiò di una 500 cc e in seguito dalla Moto Guzzi, interessata a scritturare un nuovo pilota.

### L'ingresso in Moto Guzzi

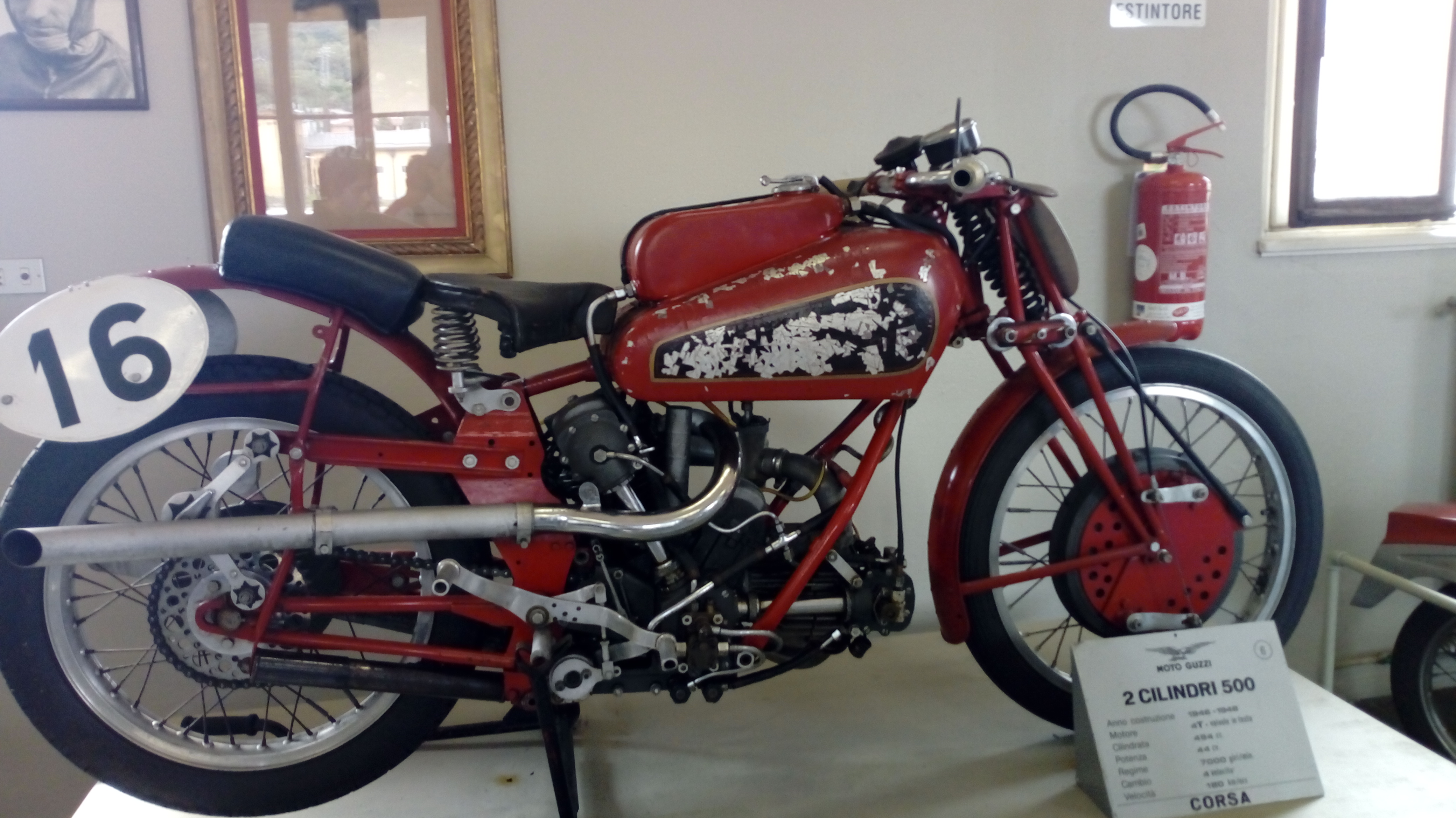
La Moto Guzzi Bicilindrica 500 di Omobono Tenni

Entrò in Moto Guzzi nel 1933 e la sua prima gara con la casa di Mandello fu la IX Milano-Roma-Napoli (che non portò a termine per via di un guasto meccanico), ma la consacrazione avvenne il 15 ottobre durante il “I Trofeo Internazionale della Velocità” a Roma sul Circuito del Littorio con la nuova Bicilindrica 500; guadagnata subito la prima posizione accumulò grandi vantaggi sui suoi avversari, arrivando a essere in vantaggio di un terzo di giro dopo sole due tornate, incurante dei cartelli riportanti la scritta "rallentare" che Carlo Guzzi e Giorgio Parodi continuavano a esporre ad ogni giro. Al 3º giro, nella curva denominata "del raccordo", subì una caduta a 180 km/h: si rialzò, ma un guasto al cavo dell'acceleratore gli impedì di ripartire.
La competizione che più mise, in quegli anni, in risalto le sue doti fu la XI Coppa del Mare, disputata il 28 luglio 1935, in cui arrivò al traguardo con la sua Bicilindrica 500 infliggendo 10 minuti di distacco a Giordano Aldrighetti e quindici a Terzo Bandini, arrivato fuori tempo massimo. Laconico il commento di Tenni: "Sono contento di essere arrivato primo. Un'altra volta spero di fare di più.".
In seguito ottenne vittorie e piazzamenti in giri veloci su circuiti e in gare prestigiose come il Gran Premio d'Italia, il Circuito della Maddalena, la Milano-Roma-Napoli (che diventò in seguito la Milano-Taranto). Vinse il campionato italiano in classe 500 con la Moto Guzzi negli anni 1934 e 1935.
Nel 1937, con la vittoria nel Gran Premio motociclistico di Svizzera, conquistò il titolo di Campione d'Europa nella classe 250.
Il 2 marzo 1937 uno schianto gli costò due dita di piede amputate e una vasta ferita alla testa: a Beverate di Brivio, presso Lecco, un autocarro non segnalò la svolta, scontrandosi con le Guzzi di Omobono e Aldo Pigorini lasciando quest'ultimo illeso.
Il 27 luglio 1939 fu vittima di un incidente di gara che lo tenne lontano dalle competizioni per molti mesi: durante le prove sul Circuito del Lario, nella discesa che da Magreglio porta a Barni, non riuscì a evitare l'impatto con un carretto trainato da un asino che transitava sul percorso di gara, sfuggito al controllo degli organizzatori, ferendosi gravemente la gamba e il braccio destri, uscendo di strada e precipitando in una scarpata; i medici, temendo per la sua vita, parlarono di amputazione dell'arto inferiore, ma un suo netto rifiuto gli consentì di uscire dall'ospedale di Como sulle sue gambe, il 7 settembre.

### Il Tourist Trophy

#### 1935
Nel 1935 la Moto Guzzi inviò Tenni sull'Isola di Man per partecipare al Tourist Trophy, all'epoca la competizione motociclistica più famosa e pericolosa al mondo, cui egli partecipò in sella alle nuove versioni della Moto Guzzi 250 e della Bicilindrica 500.
Il giorno della gara per la categoria 250, 19 giugno 1935, si annunciò che nel tratto montagnoso dello Snaefell Mountain Course la nebbia aveva ridotto la visibilità intorno ai 18 metri, ma si decise comunque di dare avvio alla competizione; al quinto giro, la visibilità ridotta a causa della foschia provocò la collisione tra Omobono e un corvo ed una conseguente caduta, ma una immediata ripartenza dopo una sommaria ispezione alla motocicletta, alla quale sfuggì il severo danno riportato dalla ruota posteriore, causò il blocco della moto dopo pochi chilometri, in seguito al quale il corridore fu sbalzato in avanti, finendo contro le vetrate di un ristorante, rimediando così due costole fratturate e varie ammaccature. L'incidente gli impedì di partecipare alla gara della categoria 500 tenutasi due giorni dopo, che fu comunque vinta dalla Guzzi nelle vesti del compagno di squadra di Tenni, il campione irlandese Stanley Woods. L'evento sancì così le prime vittorie di motociclette non britanniche, che dal 1907 imperavano su quel circuito cittadino.

#### 1937
Tenni ritentò l'impresa due anni dopo, rendendosi protagonista di una gara spettacolare che gli avrebbe regalato la sua vittoria più celebre, alla guida della Guzzi 250.
Accolto dalla stampa inglese come "l'Uomo che viene dalla terra dei Cesari", il 16 giugno 1937 partecipò alla categoria Lightweight assieme ad altri 25 piloti, ma, dopo aver preso la testa della corsa, scivolò e cadde al termine del primo giro, perdendo la prima posizione e 35 secondi. Rialzatosi subitamente, riprese la strada con rinnovato vigore, lanciandosi in una rimonta forsennata (al Ballaugh Bridge compì salti spettacolari ed al Sulby Bridge arrivò a strisciare le spalle contro i muretti laterali) e chiudendo il 3º giro con il miglior tempo di 29'08" e riconquistando al 6º giro il comando, dopo aver battagliato col compagno di squadra Woods che, a causa di un guasto, non avrebbe terminato la gara. Il cambio di una candela al 7º ed ultimo giro costrinse Tenni a fermarsi, ma il motociclista si rimise in gioco pur se con un vantaggio ridotto a pochi secondi. Fu allora che un radiocronista pronunciò la frase che divenne poi celebre: "Le notizie che mi pervengono da ogni zona del circuito concordano su un solo punto: Tenni sta curvando con pazzo abbandono, creando dubbi sul fatto che egli possa finire la gara in un pezzo solo". Tagliò il traguardo con 37 secondi di distacco dal secondo arrivato, Ginger Wood e 4 minuti e mezzo dal terzo, Ernie Thomas, in 3 ore, 32 minuti e 6 secondi alla media di 77,7 miglia all'ora (intorno ai 125 km/h). 
Questa vittoria al TT, la prima in assoluto raggiunta da un pilota italiano su moto italiana, e più in generale da corridore e moto non britannici, fu particolarmente sentita in Italia, tanto che il segretario del PNF, Achille Starace, provvide ad inviare un telegramma: "Il Duce ha appreso con vivo compiacimento la notizia della nuova vittoria.". Al suo rientro a Treviso, Tenni venne accolto da una folla festante.
Il 18 giugno dello stesso anno, il motociclista tentò di replicare il grandioso successo ottenuto nel Lightweight concorrendo nella categoria Senior (500 cc), ma, nonostante già durante le prime battute avesse ottenuto un ottimo piazzamento, la rottura, al 4º giro, del filo dell'acceleratore lo costrinse a desistere.

#### Le successive partecipazioni

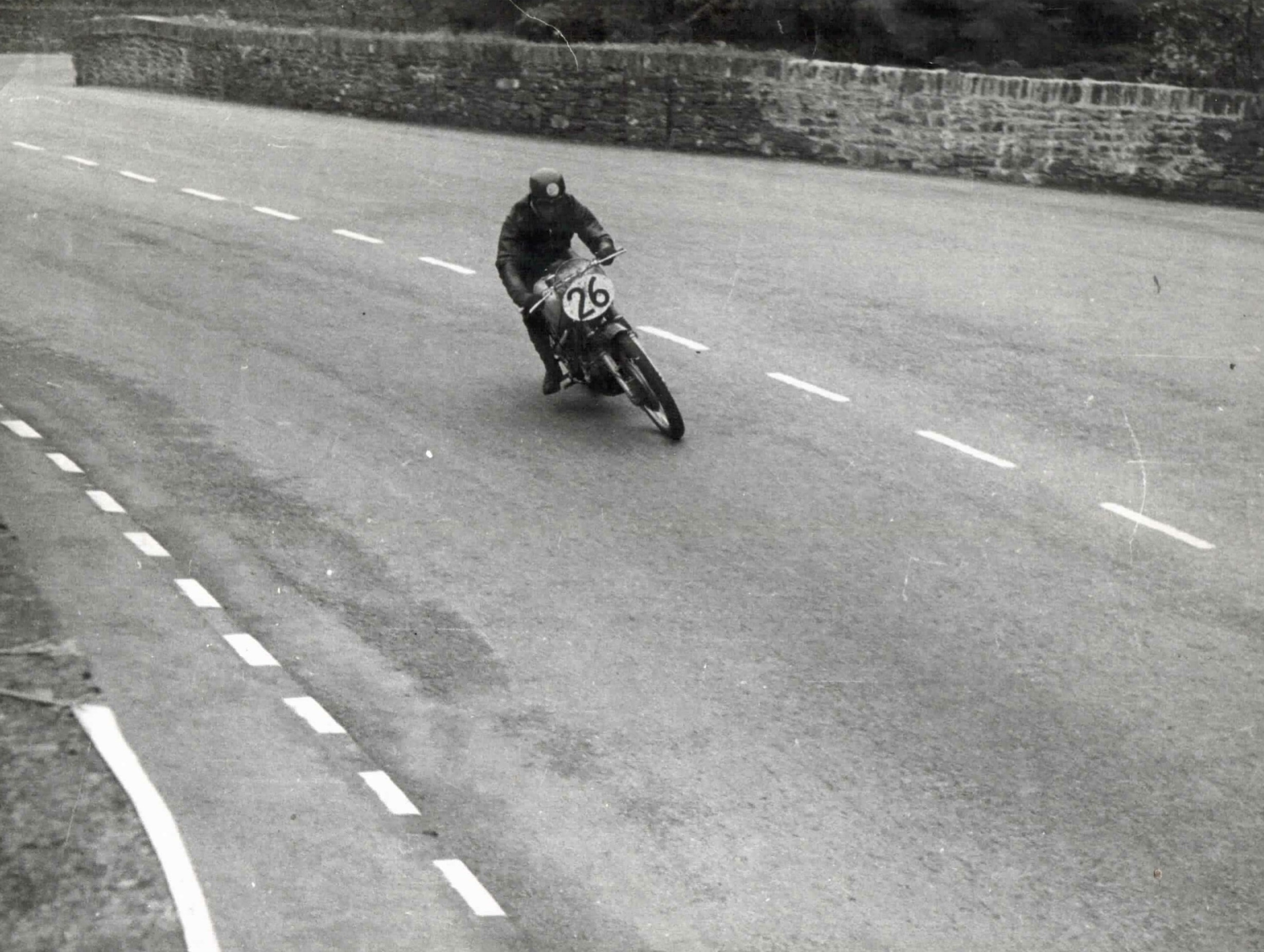
Tenni al Tourist Trophy 1948 con la Bicilindrica 500 alla curva del Braddan Bridge, all'ultimo giro, in nona posizione e col solo cilindro anteriore in funzione

Tenni si presentò nuovamente in altre due edizioni, quelle del 1939 e del 1948, intervallate dalla seconda guerra mondiale.
Nella prima, la Guzzi poté mettere a disposizione solo una 250, poiché la 500 dotata di compressore non era ancora sufficientemente affidabile: alle ottime prestazioni raggiunte durante le prove (abbattendo con i suoi 27'20" il record di Kluge su BMW di 28'11") non seguì un'altrettanto brillante gara, a causa di problemi di accensione già al 2º giro, che lo obbligarono al ritiro e alla rinuncia alla vittoria che fu colta da Ted Mellors su Benelli.
Nella seconda gara partecipò solamente nella categoria Senior con la Bicilindrica 500, rinnovata nel telaio e nel motore, conducendo una gara spericolata ma che non lo condusse alla vittoria: già al 2º giro dovette accostare per la sostituzione di una molla valvola e, per recuperare il tempo perduto, spinse al massimo la sua motocicletta, arrivando a segnare il record sul tracciato di 25'43", due giri dopo, ma al 5º giro saltò un'altra molla valvola che, unita all'esaurimento della benzina al 6º giro, lo videro tagliare il traguardo in nona posizione, ad andatura moderata e col solo cilindro anteriore in funzione.

### La parentesi automobilistica
Tenni si fece notare anche nelle corse automobilistiche, stipulando un contratto con la Casa automobilistica Maserati dopo varie trattative che lo portarono a partecipare a varie competizioni, prima tra tutte la 10º edizione della Mille Miglia del 1936, che concluse con un 5º posto assoluto e 1º nella sua categoria su una Maserati Tipo 4CS 1500, il Gran Premio di Monte Carlo e il Gran Premio di Germania. 
A Monte Carlo, dopo aver mantenuto fermamente la 1º posizione dal 4º giro ed accumulato quasi un minuto di vantaggio sul secondo al 37º giro, terminò la gara contro delle balle di paglia, a causa del cedimento dei freni e del conseguente testacoda). 
In Germania, sul circuito del Nürburgring, riuscì a segnare il miglior tempo sul giro e concluse in 2º posizione.
Partecipò in ultimo alla competizione disputata sul Circuito di Milano, dove si accese un combattuto duello con Emilio Villoresi che infervorò il pubblico, ma al cambio di una ruota conseguente all'urto delle balle di paglia delimitanti il tracciato seguì un altro scontro contro le protezioni, che mise fine alla gara e alla parentesi automobilistica.
Un timido riavvicinamento al mondo delle quattro ruote si ebbe nel 1947, quando venne invitato a partecipare ad una competizione monomarca di vetture Cisitalia svoltasi al Cairo assieme ad altri 15 piloti di collaudata esperienza, sia in ambito automobilistico che in quello motociclistico, tra cui Alberto Ascari, Bruno Francisci, Dorino Serafini, Nello Pagani e Pietro Ghersi: si piazzò  6º in batteria per poi abbandonare durante la finale.

### Durante e dopo la Seconda Guerra mondiale
Durante la Seconda Guerra mondiale, a causa del razionamento della benzina, le principali competizioni sportive vennero sospese, e Tenni partecipò  solamente tre volte in attività, più di intrattenimento e beneficenza che agonistiche, impegnandosi in corse nei velodromi (una nel 1941 durante una manifestazione pro Forze Armate e due nel 1942).
Riprese nel 1945, imponendosi nella seconda corsa disputata dalla fine della guerra, il 9 settembre sul Circuito dell'Adriatico, seguita dalla vittoria colta nella categoria 250 sul Circuito di Pedralbes il 5 maggio 1946, durante il Gran Premio Internazionale di Barcellona (prima partecipazione italiana all'estero del secondo dopoguerra), dove, nonostante la pioggia battente, mantenne un ritmo di gara elevatissimo, segnando infatti la media più elevata di tutte le classi, ma non riuscì a bissare il successo nella categoria 500 per un guasto. Continuò a gareggiare fino al 1948, ottenendo numerose vittorie importanti nei vari circuiti italiani, ed infervorando il pubblico con aspri combattimenti contro i suoi rivali storici Ferdinando Balzarotti, Gianni Leoni e Nello Pagani, i primi due su Moto Guzzi, il terzo su Gilera (Circuito del Te a Mantova, in quello di Modena, dove vinse sia con la 250 che con la 500, a Reggio Emilia, dove, in seguito ad una serie di incidenti a vari piloti ed al ferimento di un gruppo di spettatori, la gara venne sospesa). 
Conquistò inoltre il Campionato Europeo Motociclistico, nel 1947 nella classe 500.

### Morte

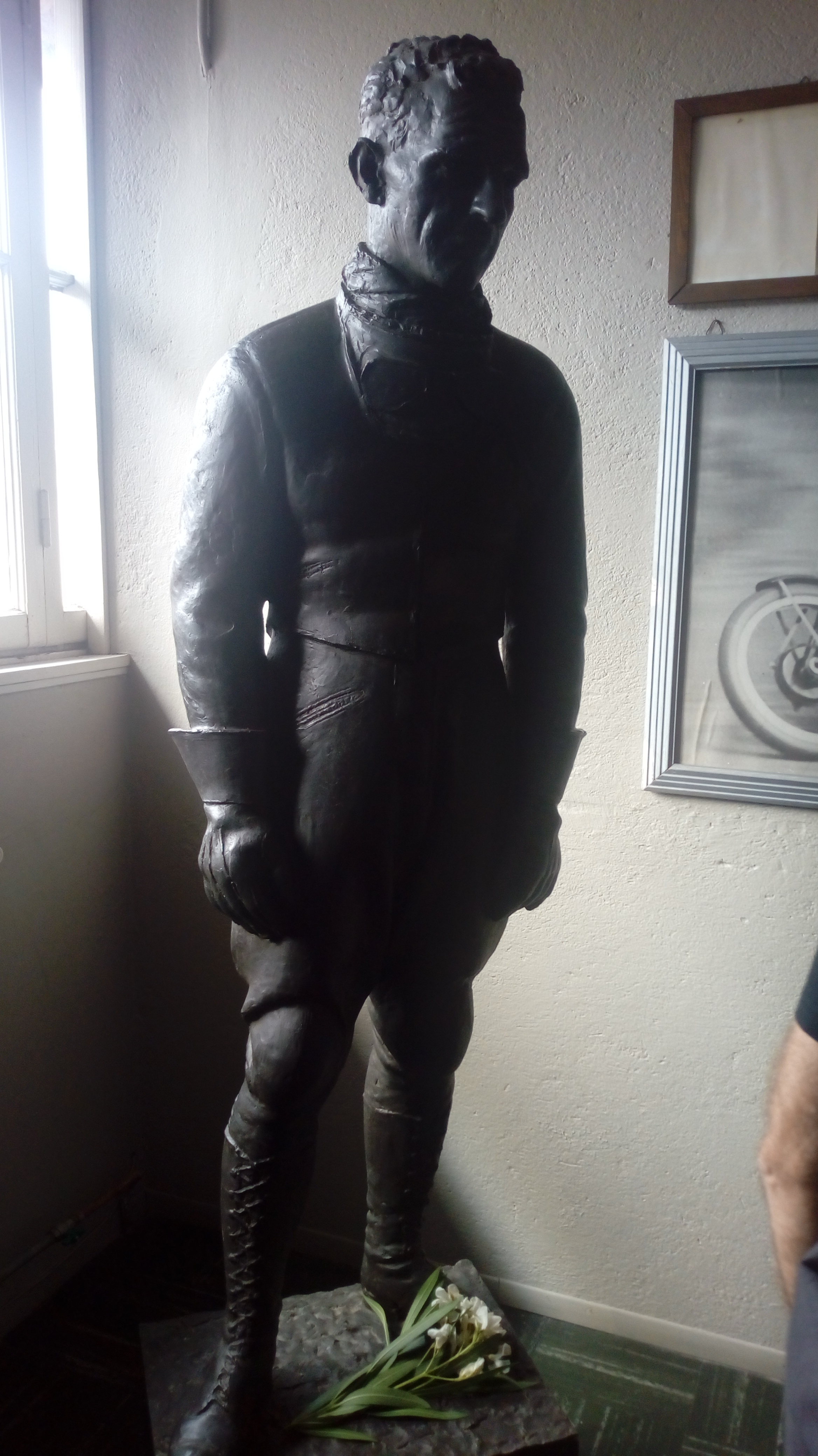
La statua di Omobono Tenni al Museo Moto Guzzi di Mandello del Lario

Il 1º luglio 1948, dopo aver collaudato con successo il prototipo della nuova Guzzi 250 Bicilindrica con la quale avrebbe disputato il Gran Premio di Berna due giorni dopo, Tenni decise di compiere un giro con la sua vecchia Albatros 250 sul Circuito di Bremgarten, ma, all'incirca a metà tracciato, alla curva Eymatt, la pedana si impuntò nell'asfalto, sbalzandolo contro un albero; rimase ucciso sul colpo. A quella data, pochi giorni prima del suo quarantatreesimo compleanno, aveva all'attivo 239 gare disputate, molte delle quali terminate con ottimi piazzamenti, che consegnavano Omobono Tenni all'albo dei migliori motociclisti italiani e non solo. Sullo stesso circuito, un centinaio di metri prima del punto risultato fatale a Tenni e poche ore dopo la sua morte, anche il pilota Achille Varzi perse la vita, ribaltandosi con la sua Alfa Romeo mentre si allenava per il Gran Premio di Svizzera.
La salma del campione fu trasportata da Berna agli stabilimenti Moto Guzzi di Mandello del Lario dove fu allestita la camera ardente. All'alba del 4 luglio le spoglie vennero trasportate a Treviso a bordo di un camion della Moto Guzzi bardato a lutto, seguito dall'alto da aerei dell'Aero Club Treviso che lanciarono fiori per il tragitto da Castelfranco a Treviso e dal ciglio della strada da migliaia di tifosi che lo attesero per l'ultimo omaggio. Venne infine tumulato nel cimitero trevigiano di San Lazzaro.
La Moto Guzzi gli dedicò una statua a grandezza naturale, che campeggia tuttora nel Museo e una versione speciale della V11 "Le Mans". Tenni è da molti considerato il pilota che più ha dato lustro alla casa di Mandello ed in un'intervista del 1989 Stanley Woods dichiarò che secondo lui Tenni era da considerare il miglior pilota di tutti i tempi. Ad Omobono Tenni è intitolato lo stadio di calcio di Treviso, nonché una via nella natia città di Tirano, oltre ad una lapide commemorativa a Bellagio.

### Matrimonio e discendenza
Nel 1927 sposò Ida Campanella (1906-1982) di Treviso, gestrice di una trattoria; dal matrimonio nacquero due figli, Bruna (1933-2018) e Giuseppe (1935-1997), soprannominato "Titino", nomignolo derivato dalla sigla "TT": quest'ultimo gestirà la concessionaria Guzzi di Treviso fino al 1997, quando morirà di malattia a 62 anni.